# Njurundabommen
Njurundabommen (inoffiziell oft auch kurz Njurunda) ist ein Ortsteil von Kvissleby in der schwedischen Provinz Västernorrlands län, in der historischen Provinz (landskap) Medelpad.

## Lage
Njurundabommen gehört zur Gemeinde Sundsvall und innerhalb dieser seit 1. Januar 2016 zum Distrikt Njurunda, benannt nach dem ursprünglichen Namen des Kirchdorfs. Er liegt etwa 50 km Luftlinie südwestlich der Provinzhauptstadt Härnösand und knapp 15 km südlich von Sundsvall am rechten Ufer des Flusses Ljungan, einige Kilometer oberhalb von dessen Mündung in die Bottensee, sowie etwa 3 km südlich der Ortsmitte von Kvissleby.
Der frühere Bahnhof Njurunda bei Kilometer 332 der Ostküstenbahn (Ostkustbanan), die Stockholm mit Sundsvall verbindet und auf diesem Abschnitt 1925 eröffnet wurde, ist außer Betrieb; der nächstgelegene Bahnhof mit Personenverkehr ist somit Sundsvall. Wenig westlich des Ortes führt die neue, auf diesem Abschnitt 2014 eröffnete Trasse der Europastraße 4 vorbei. Die alte Trasse verläuft als heutige sekundäre Provinzstraße Y 562 durch den Ort.

## Geschichte
Der am Handelsweg entlang der Ostseeküste günstig an der Stelle der Überquerung des Ljungan gelegene Ort ist seit dem Mittelalter bekannt; er wurde erstmals 1344 als Nyurundum erwähnt. Dort wurde früh eine erste Kirche errichtet, die Zentrum des Kirchspiels war, das das gesamte Gebiet im Mündungsbereich des Ljungan umfasste. Zunächst nur als Njurunda bezeichnet, kam für die heutige zentrale Ortslage bei der Kirche später die Erweiterung bommen hinzu, die sich auf den Schlagbaum (schwedisch bom) bezieht, der dort bis 1897 zur Erhebung des Brückenzolls über den Ljungan diente.
Administrativ war der Ort zunächst Zentrum des Kirchspiels Njurunda socken, aus dem 1862 die gleichnamige Landgemeinde (landskommun) hervorging. Diese ging 1974 in der Gemeinde Sundsvall auf.
Vor 2015 galt Njurundabommen als eigenständiger Tätort  mit zuletzt 1983 Einwohnern. Das links (nördlich) des Ljungan gelegene Dingersjö, wo etwa ein Drittel der damaligen Einwohner lebte, zählte vor 1995 zu Njurundabommen, wurde dann als eigenständiger Tätort ausgewiesen und kam 2015 ebenfalls zu Kvissleby.

### Bildergalerie

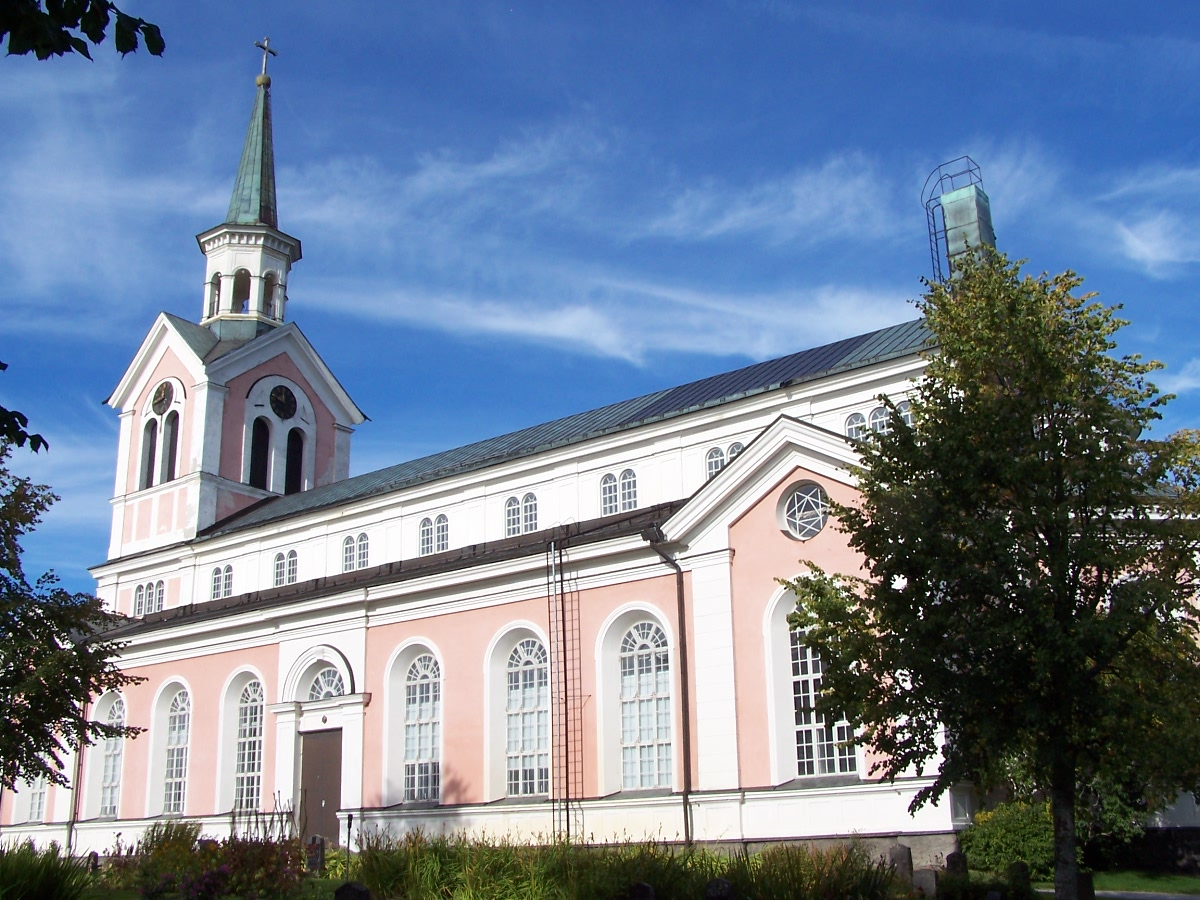
Njurunda-Kirche
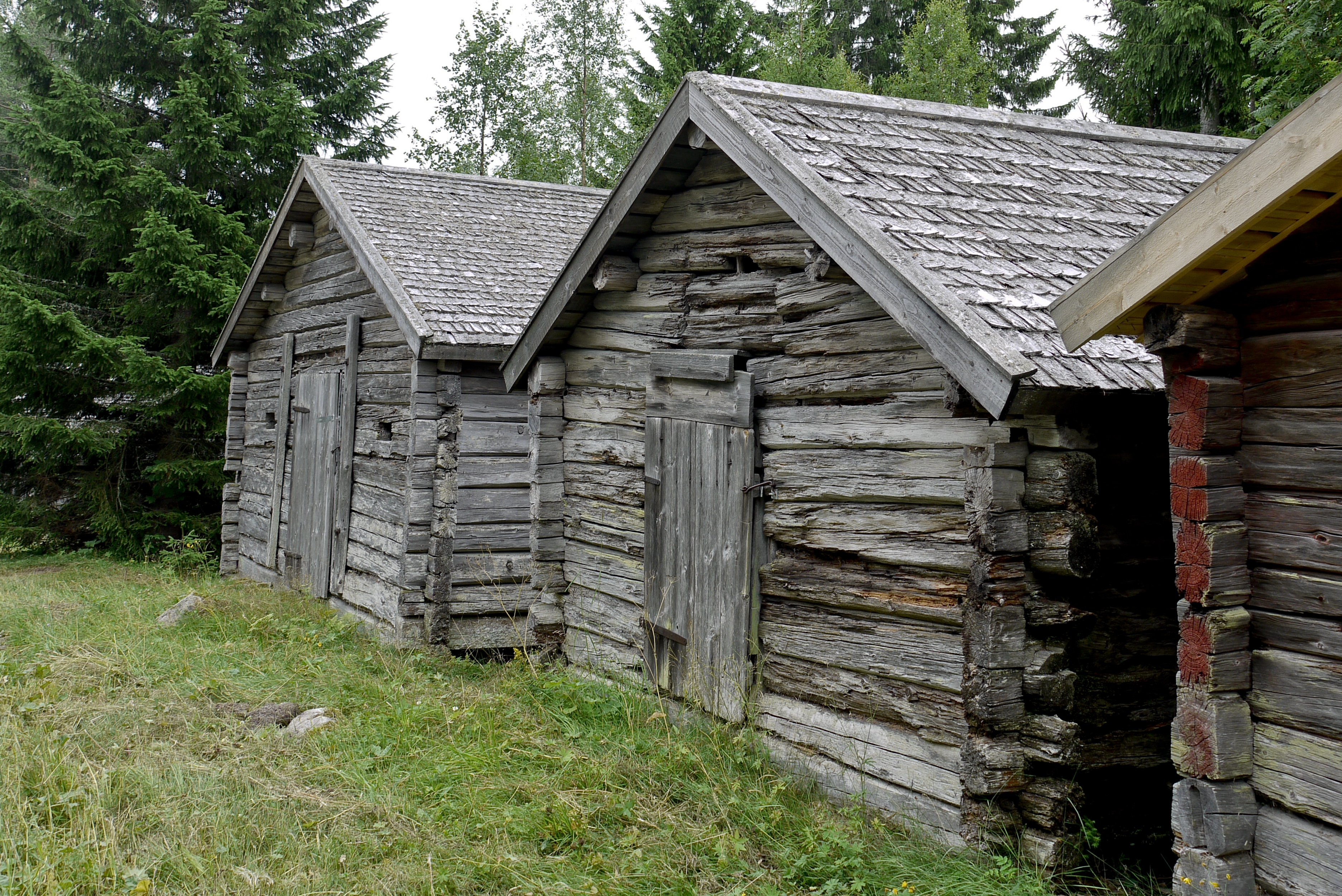
Kirchenställe unweit der (neuen) Kirche
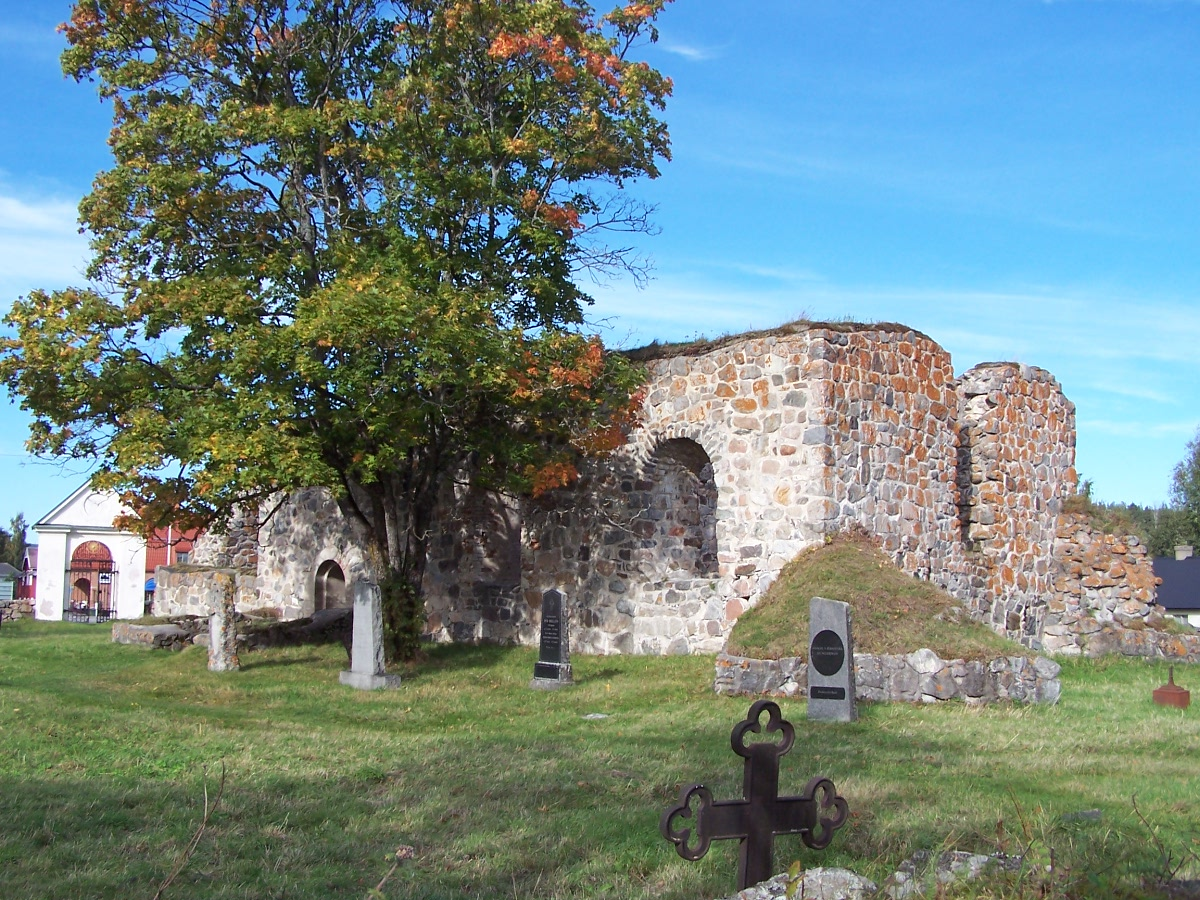
Ruine der alten Kirche
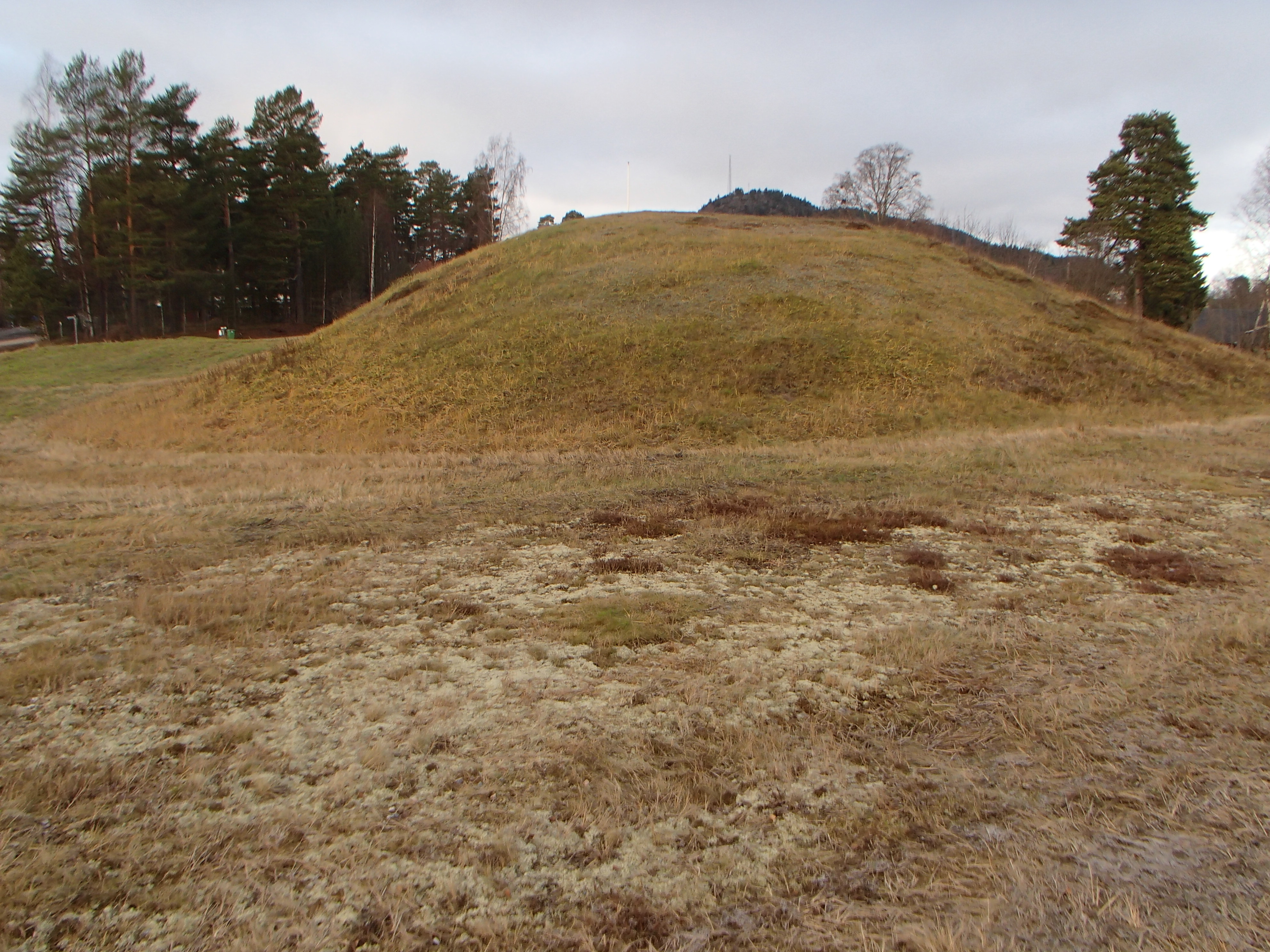
Der Grabhügel Tingstajalabacken

## Sehenswürdigkeiten
Die Kirche des Ortes wurde 1862–1865 nach Entwürfen von Johan Fredrik Åbom am südlichen Ortsrand errichtet. Unweit der Ortsmitte und der Brücke über den Ljungan befindet sich die Ruine der mittelalterlichen Kirche aus dem 12. Jahrhundert.

## Sport
Aus Njurundabommen stammt der 1971 gegründete Eishockeyverein Njurunda SK, der seit der Saison 1999/2000 regelmäßig in der dritthöchsten schwedischen Spielklasse, der heutigen Hockeyettan, spielt. Die Modin-Zetterberg-Halle von Njurundabommen ist nach den bekanntesten Spielern benannt, die ihre Karriere in der Jugendmannschaft des Vereins begannen: Fredrik Modin und Henrik Zetterberg.

## Söhne und Töchter des Ortes
- Lars Dahlqvist (1935–1969), Skisportler
- Ture Ödlund (1894–1942), Curler
- Rudolf Svedberg (1910–1992), Ringer
- Henrik Zetterberg (* 1980), Eishockeyspieler